# Diskuse:Tap Titans
Chạm vào quái vật khổng lồ là một trò chơi tưởng tượng nhập vai cho các hệ điều hành Các và iOS. Được phát triển bởi Hồng Kông công ty Trò chơi Hive nhà xuất bản.

## Cốt truyện
Chơi không theo dòng câu chuyện, những câu chuyện là một giới thiệu với các trò chơi. Đây là một bản dịch của bản hiển thị đầu tiên khi bạn bắt đầu:
"Thế giới bị hủy diệt bởi những sinh vật khổng lồ được gọi là Titans. Đến các anh hùng, với sự giúp đỡ của thanh kiếm của mình, và thiết lập lại trật tự. Làm thế nào để làm việc đó? Chỉ gõ cửa."

## Lối chơi
Trò chơi này là nhằm vào lặp đi lặp lại khai thác trên màn hình, được trao cho những thiệt hại cho các Titans. Nhanh hơn các cầu thủ vòi nước, nhanh hơn những thiệt hại được trao tặng. Anh hùng bắt đầu với TD (=Chạm Thiệt hại, thiệt hại xử lý bằng cách nhấn) trên giá trị của 1. Giết chết một Titan người chơi được một vàng, một trong bốn trò chơi tệ, có thể được sử dụng để mua khả năng và thuê anh hùng.
Sau khi đạt đến 600. mức độ của các anh hùng, nó là có thể sử dụng Thuê. Đây là một trò chơi, thiết lập lại, và các cầu thủ được những di Tích, mà sau này có thể được sử dụng để mua vật để cải thiện kỹ năng của anh hùng.

## Liên kết